# Alfuzosin
Alfuzosin je antagonist α1 receptor koji se koristi za tretiranje benigne hiperplazije prostate. On deluje tako što relaksira mišiće prostate i vrata bešike, čime olakšava urinaciju.
Alfuzosin u Sjedinjenim Državama prodaje kompanija Sanofi pod imenom Uroksatral, a u drugim zemljama se koriste imena Ksatral, i Prostetrol. FDA je odobrila upotrebu alfuzosina 2003.

## Nuspojave
Najčešće nuspojave su vrtoglavica (usled posturalne hipotenzije), infekcija gornjeg respiratornog trakta, glavobolja, i umor.

## Kontraindikacije
Alfuzosin se treba koristiti sa oprezom kod pacijenata sa jakom renalnom insuficijencijom, i ne treba se propisivati pacijentima sa istorijom QT prolongacije.

## Stereokemija
Alfuzosin sadrži stereogeni centar, pa je stoga kiralna. Postoje dva enantiomerna oblika ( R ) - oblik i ( S ) - oblik. Praktično značenje, međutim, ima samo racemate [(RS) -fuzuzosin], tj. 1: 1 smjesu ( R ) enantiomera i ( S ) enantiomer:
| Enantiomeri alfuzosina | Enantiomeri alfuzosina |
| ---------------------- | ---------------------- |
| CAS-Nr.: 123739-69-5   | CAS-Nr.: 123739-70-8   |

## Spoljašnje veze
|  | Molimo Vas, obratite pažnju na važno upozorenje u vezi sa temama iz oblasti medicine (zdravlja). |